# 아크 서바이벌 이볼브드
아크 서바이벌 이볼브드(Ark: Survival Evolved) (stylized as ARK)는 Studio Wildcard가 개발한 2015년 액션 어드벤처 서바이벌 비디오 게임이다. 공룡과 기타 선사시대 동물들, 가상의 생물과 자연의 위험 및 잠재적으로 적대적인 인간 플레이어가 가득한 섬에서 깨어난 플레이어들은 그곳에서 살아남아야 한다. 선사시대 포유류, 고대 파충류를 길들여서 안장을 착용해서 탑승하고 다닐 수 있다. 플레이어는 맨손으로 시작해 레벨을 올리며 엔그램을 해제해 각종 도구와 무기 건축물을 늘려나갈 수 있다. 1인칭/3인칭으로 즐길 수 있으며 싱글 플레이와 멀티플레이가 각각 있다.
이 게임은 3인칭 또는 1인칭 시점으로 진행되며 오픈 월드는 도보로 이동하거나 선사시대 동물을 타고 이동한다. 플레이어는 총기와 임시 무기를 사용하여 적대적인 인간과 생물을 방어할 수 있으며 지상과 일부 생물에 대한 방어 수단으로 기지를 건설할 수 있다. 이 게임에는 싱글 플레이어와 멀티 플레이어 옵션이 모두 있다. 멀티플레이어를 사용하면 서버에서 플레이어 부족을 구성할 수 있다. 최대 부족원 수는 서버마다 다르다. 이 모드에서는 일반적으로 길들인 모든 공룡과 건물 구조물을 구성원 간에 공유한다. 양 당사자가 합의한 특정 전쟁 이벤트가 발생하지 않는 한 플레이어가 서로 싸울 수 없는 PvE 모드가 있다.
개발은 2014년 10월에 시작되었으며, 이 게임은 2015년 중반에 얼리 액세스 타이틀로 PC에 처음 출시되었다. 개발팀은 동물의 신체적 외모에 대한 연구를 수행했지만 게임 플레이 목적으로 창의적인 라이선스를 얻었다. 인스팅트 게임스, 에펙트로 스튜디오 및 버추얼 베이스먼트는 게임 개발을 촉진하기 위해 고용되었다. 이 게임은 2017년 8월 리눅스, macOS, 플레이스테이션 4, 윈도우 및 엑스박스 원용으로 공식 출시되었으며, 2018년에는 안드로이드, iOS 및 닌텐도 스위치용 버전, 2021년에는 스테이디어용 버전, 두 번째 별도 닌텐도 스위치 버전이 2022년에 출시되었다.
아크 서바이벌 이볼브드는 특히 원래 닌텐도 스위치 버전에서 "처벌적인" 난이도와 극도로 시간이 많이 걸리는 활동, 성능 문제 등에 대한 비판과 함께 일반적으로 혼재된 평가를 받았다. 게임의 여러 확장팩이 다운로드 가능 콘텐츠로 출시되었다. 이 게임은 2018년 3월에 두 개의 스핀오프 게임(가상 현실 게임 아크 파크 및 샌드박스 서바이벌 게임 픽스아크)과 세 개의 동반 앱(2015년 10월 A-Calc, 2017년 8월 Dododex, 2023년 9월 ARKing)을 파생시켰다.
리메이크작인 아크 서바이벌 어센디드(Ark: Survival Ascended)는 2023년 10월 25일 윈도우용 얼리 액세스로 출시되었다.

## 평가
| 평가 |                                        |
| --- | -------------------------------------- |
| 통합 점수 통합사 점수 메타크리틱 (PC) 70/100 [ 1 ] (PS4) 69/100 [ 2 ] (XONE) 69/100 [ 3 ] 평론 점수 평론사 점수 디스트럭토이드 7/10 [ 4 ] 게임스팟 6/10 [ 5 ] IGN 7.7/10 [ 6 ] PC 게이머 (US) 72/100 [ 7 ] |                                        |
| 통합 점수 |                                        |
| 통합사 | 점수                                   |
| 메타크리틱 | (PC) 70/100 (PS4) 69/100 (XONE) 69/100 |
| 평론 점수 |                                        |
| 평론사 | 점수                                   |
| 디스트럭토이드 | 7/10                                   |
| 게임스팟 | 6/10                                   |
| IGN | 7.7/10                                 |
| PC 게이머 (US) | 72/100                                 |

## 스토리
지구가 '원소'라는 우주 물질로 풍요로워진 세계, 원소의 힘으로 테크 도시도 만들고 과거의 생물도 되살려 내었지만, 결국 원소의 힘이 폭발하여 지구는 더 이상 살수 없을 정도로 오염되어 이에 인류는 '아크 정거장 프로젝트 001'을 시행한다. 정거장이 우주로 쏘아지고, 지구에 인류는 모두 죽게 된다. 한편 첫 번째 정거장, THE Island(더 아일랜드)에서는 21세기 고생물 학자 '헬레나 워커'의 정신을 가진 복제 인간 이 깨어난다..

## DLC
무료DLC
아일랜드, 라그나로크, 크리스탈 아일랜드, 더 센터, 로스트 아일랜드, 발게로,피요르두르
유료DLC
스코치드 어스, 에버레이션, 익스팅션, 제네시스 1, 제네시스 2